# Marcus Schlösser
Marcus Schlösser ist ein deutscher Basketballtrainer.

## Leben
Schlösser war Trainer des Damen-Zweitligisten MTV Wolfenbüttel. Er holte die damals in Bremerhaven in der Oberliga spielende Marlies Askamp 1989 nach Wolfenbüttel. Schlösser führte die Wolfenbüttelerinnen zum Aufstieg in die 1. Damen-Basketball-Bundesliga und dort 1992 zur deutschen Vizemeisterschaft.
Im Vorfeld der Saison 1993/94 übernahm er das Traineramt bei Wemex Berlin, das mit einem EDV-Unternehmen als Geldgeber den Angriff auf die deutsche Spitze angehen wollte. 1995 wurde Wemex unter Schlössers Leitung deutscher Vizemeister. Mitte Oktober 1995 wurde Schlösser von Wemex Berlin beurlaubt, zuvor hatte der Vereinspräsident aus finanziellen Gründen die Auflösung der Mannschaft bekannt gegeben. Schlösser rief das Berliner Arbeitsgericht an, das feststellte, dass die Kündigung unwirksam war und noch ein Vertragsverhältnis bis zum 31. Mai 2000 bestand.